# Daïra de Biskra
La daïra de Biskra est une daïra d'Algérie située dans la wilaya de Biskra et dont le chef-lieu est la ville éponyme de Biskra.

## Communes
La daïra est composée de deux communes : Biskra et El Hadjeb.